# Municipalità locale di Musina
Musina è una municipalità locale (in inglese Musina Local Municipality) appartenente alla municipalità distrettuale di Vhembe della provincia del Limpopo in Sudafrica.
Il suo territorio si estende su una superficie di 7.576 km² ed è suddiviso in 6 circoscrizioni elettorali (wards). Il suo codice di distretto è LIM341.
In base al censimento del 2001, la popolazione dell'area metropolitana della città di Musina  risultava pari a circa 25000 persone, mentre la popolazione di tutta la località municipale risultava pari a circa 40826.
Temperatura Media Estiva - Min: 18 °C Max: 33 °C.
Temperatura Media Invernale - Min: 6 °C Max: 25 °C.

## Geografia fisica

### Confini
La municipalità locale di Musina confina a ovest con quella di Lephalale (Waterberg), a sudovest con quella di Blouberg (Capricorn), a sud con quella di Makado, a est con quella di Mutale, a est con l'Area della Gestione del Distretto LIMDMA33 e a nord con lo Zimbabwe.

### Città e comuni
- Bandur
- Beitbridge
- Bridgewater
- Brombeek
- Evangelina
- Huntleigh
- Mopane
- Musina
- Mutali
- Nancefield
- Tshipise

### Fiumi
- Kolope
- Kongoloop
- Limpopo
- Madibohloko
- Maloutswa
- Matotwane
- Nzhelele
- Sand
- Setoka
- Setonki
- Sonope
- Soutsloot
- Stinkwater

### Dighe
- Cross Dam
- Dangadziyha Dam
- Voorburg Dam